# Canton de Fronton
Le canton de Fronton est une ancienne division administrative française de l’arrondissement français de Toulouse, située dans le département de la Haute-Garonne et la région Midi-Pyrénées et faisait partie de la cinquième circonscription de la Haute-Garonne.

## Communes
Le canton de Fronton regroupait 16 communes, comptant 42 221 habitants (population municipale) au 1er janvier 2010.
| Nom                      | Code Insee | Intercommunalité        | Superficie (km2) | Population (dernière pop. légale) | Densité (hab./km2) |
| ------------------------ | ---------- | ----------------------- | ---------------- | --------------------------------- | ------------------ |
| Fronton                  | 31202      | CC du Frontonnais       | 45,79            | 5 826 (2014)                      | 127                |
| Saint-Jory               | 31490      | Toulouse Métropole      | 19,10            | 5 673 (2014)                      | 297                |
| Bruguières               | 31091      | Toulouse Métropole      | 9,03             | 5 359 (2014)                      | 593                |
| Gratentour               | 31230      | Toulouse Métropole      | 4,09             | 3 530 (2014)                      | 863                |
| Bouloc                   | 31079      | CC du Frontonnais       | 18,55            | 4 408 (2014)                      | 238                |
| Castelnau-d'Estrétefonds | 31118      | CC du Frontonnais       | 28,32            | 6 029 (2014)                      | 213                |
| Lespinasse               | 31293      | Toulouse Métropole      | 4,24             | 2 645 (2014)                      | 624                |
| Labastide-Saint-Sernin   | 31252      | CC des Coteaux Bellevue | 4,97             | 1 853 (2014)                      | 373                |
| Cépet                    | 31136      | CC du Frontonnais       | 7,11             | 1 673 (2014)                      | 235                |
| Saint-Sauveur            | 31516      | CC du Frontonnais       | 7,04             | 1 782 (2014)                      | 253                |
| Villaudric               | 31581      | CC du Frontonnais       | 12,16            | 1 482 (2014)                      | 122                |
| Vacquiers                | 31563      | CC du Frontonnais       | 19,61            | 1 350 (2014)                      | 69                 |
| Villeneuve-lès-Bouloc    | 31587      | CC du Frontonnais       | 12,66            | 1 392 (2014)                      | 110                |
| Villariès                | 31579      | CC des Coteaux du Girou | 7,33             | 823 (2014)                        | 112                |
| Gargas                   | 31211      | CC du Frontonnais       | 7,28             | 697 (2014)                        | 96                 |
| Saint-Rustice            | 31515      | CC du Frontonnais       | 2,36             | 463 (2014)                        | 196                |

## Démographie
| 1962   | 1968   | 1975   | 1982   | 1990   | 1999   | 2006   | 2011   | 2012   |
| ------ | ------ | ------ | ------ | ------ | ------ | ------ | ------ | ------ |
| 10 056 | 12 408 | 15 942 | 20 654 | 25 869 | 31 045 | 38 727 | 42 868 | 43 404 |

## Représentation

### Conseillers généraux de 1833 à 2015
| Période | Période      | Identité                        | Étiquette              | Qualité |
| ------- | ------------ | ------------------------------- | ---------------------- | --- |
| 1833    | 1839         | Bernard Lignières               |                        | Député en 1815 à la Chambre des représentants Négociant à Toulouse                                                                                       |
| 1839    | 1868 (décès) | Adolphe Caze                    | Majorité ministérielle | Avocat, magistrat, député (1838-1839) Conseiller à la Cour d'appel de Toulouse                                                                           |
| 1868    | 1871         | Edmond Caze (fils du précédent) | Républicain            | Avocat Député (1876-1877, 1878-1885 et 1889-1906) Sénateur (1906-1907) Propriétaire et maire de Toutens                                                  |
| 1871    | 1880         | Paul Pujos                      | Conservateur           | Avocat à Toulouse |
| 1880    | 1898         | Jean-Pierre Mandeville          | Rad.                   | Docteur en médecine à Fronton Député (1889-1898) |
| 1898    | 1904         | Théodore Dubernet               | Républicain            | Propriétaire à Fronton |
| 1904    | 1907 (décès) | Alfred Lussan                   | Républicain            | Ingénieur civil Maire de Bruguières (1886-1907) |
| 1907    | 1910         | Jean-Pierre Mandeville          | RG                     | Docteur en médecine à Fronton |
| 1910    | 1936 (décès) | Eugène Rouart                   | Rad.                   | Exploitant agricole Sénateur (1933-1936) Maire de Castelnau-d'Estretefonds (1908-1918), conseiller d'arrondissement                                      |
| 1936    | 1940         | Séverin Mougnard                | Rad.                   | Conseiller municipal de Fronton, conseiller d'arrondissement                                                                                             |
|         |              |                                 |                        | |
| 1943    | 1945         | François Séguier (1898-1951)    |                        | Maire de Fronton, conseiller d'arrondissement Membre de la Commission administrative de Haute-Garonne (1941-1943) Nommé conseiller départemental en 1943 |
|         |              |                                 |                        | |
| 1945    | 1973         | André Rey                       | SFIO puis PS           | Professeur de lycée Maire de Fronton (1947-1971) Député (1962-1968)                                                                                      |
| 1973    | 1979         | Jean Tissonnières (1923-2018)   | RPR                    | Viticulteur Maire de Fronton (1971-2001) |
| 1979    | 2011         | Louis Bonhomme                  | PS                     | Chef technicien des PTT Maire de Bouloc (1977-1999) |
| 2011    | 2015         | Ghislaine Cabessut              | PS                     | Secrétaire à l'Ingénieurie Territoriale Adjointe au Maire, puis Maire (2014-2020) de Bouloc Elue en 2015 dans le canton de Villemur-sur-Tarn             |

### Conseillers d'arrondissement (de 1833 à 1940)
| Période                                  | Période      | Identité                           | Étiquette                       | Qualité |
| ---------------------------------------- | ------------ | ---------------------------------- | ------------------------------- | --- |
| 1833                                     | 1839         | Antoine Lézat (1799-1847)          |                                 | Propriétaire, notaire, maitre de postes à Bouloc                                                            |
| 1839                                     | 1845         | M. Souques père                    |                                 | Propriétaire à Fronton                                                                                      |
| 1845                                     | 1848         | M. Gasc                            |                                 | Avocat à Toulouse                                                                                           |
|                                          |              |                                    |                                 | |
| 1877                                     | 1880 (décès) | Adrien Baville (1817-1880)         |                                 | Propriétaire à Fronton                                                                                      |
| 1880                                     | 1883         | Emile Baville (frère du précédent) |                                 | Propriétaire rentier à Fronton                                                                              |
| 1883                                     | 1898         | Pierre Bray                        | Républicain                     | Maire de Fronton, suppléant du juge de paix                                                                 |
| 1898                                     |              | M. Compans                         | Radical                         | Docteur en droit, maire de Gratentour                                                                       |
|                                          |              |                                    |                                 | |
|                                          | 1910         | Eugène Rouart                      | Rad.                            | Exploitant agricole, maire de Castelnau-d'Estretefonds                                                      |
| 1910                                     | 1919         | Antoine Lafage                     |                                 | Industriel, maire de Fronton                                                                                |
| 1919                                     | 1936         | Séverin Mougniard                  | Rad.                            | Conseiller municipal de Fronton                                                                             |
| 8 nov. 1936                              | 1940         | François Séguier (1898-1951)       | Républicain indépendant-Radical | Maire de Fronton                                                                                            |
| 1940                                     |              |                                    |                                 | Les conseils d'arrondissement ont été suspendus par la loi du 12 octobre 1940 et n'ont jamais été réactivés |
| Les données manquantes sont à compléter. |              |                                    |                                 | |